# 望月俊孝 (哲学者)
望月 俊孝（もちずき としたか、1960年 - ）は、日本の哲学者。福岡女子大学国際文理学部国際教養学科教授。

## 人物
静岡市生まれ。1978年、静岡県立静岡高等学校卒業。1982年、京都大学文学部卒業。1987年、京都大学大学院文学研究科博士課程単位取得退学、同年福岡女子大学文学部講師。
イマヌエル・カントの批判哲学を専攻とし、併せて夏目漱石の文学を研究する。所属学会は、西日本哲学会、日本カント協会、日本倫理学会、日本哲学会。

## 著書

### 単著
- 『漱石とカントの反転光学　行人・道草・明暗双双』九州大学出版会、2012年
- 『物にして言葉　カントの世界反転光学』九州大学出版会、2015年

### 共著
- 竹市明弘・坂部恵・有福孝岳編『カント哲学の現在』「自然の技術」、世界思想社、1993年
- 『カント全集別巻　カント哲学案内』「批判的啓蒙の歴史の哲学」、岩波書店、2006年
- 木岡伸夫・鈴木貞美編『技術と身体――日本「近代化」の思想』「自然のロゴスに沿う建築――タウトの近代日本文化批判」、ミネルヴァ書房、2006年
- 有福孝岳・牧野英二編『カントを学ぶ人のために』第四章「第四節　目的論と生命の問題」、世界思想社、2012年
- 小林弘司、ジャヤセーナ・パスマシリ、鈴木絢女、藤野友和、望月俊孝、渡邉俊『学問キャリアの作り方』大学教育出版、2014年

### 編書
- 菊地宏著、望月俊孝編『独善の閉関　日本政治思想史論集』ひかり工房／菊地澄子、1989年８月

### 翻訳
- 竹市明弘編『超越論哲学と分析哲学ドイツ哲学と英米哲学の対決と対話』共訳（Ｒ・ブープナー「カント・超越論的論証・演繹の問題」、Ｒ・ローティ「超越論的論証・自己関係性・プラグマティズム」、Ｄ・ヘンリッヒ「挑戦者か競争者か――超越論的戦略に関するローティの報告について――」を冨田恭彦と共訳担当）、産業図書、1992年
- Ｈ・Ｍ・バウムガルトナー『カント入門講義』有福孝岳監訳、共訳（第６章担当）、法政大学出版局、1994年
- オトフリート・ヘッフェ『政治的正義　法と国家に関する批判哲学の基礎づけ』北尾宏之・平石隆敏共訳、法政大学出版局、1994年
- 『カント全集14　歴史哲学論集』「人種の概念の規定」「人間の歴史の臆測的始元」「哲学における目的論的原理の使用について」、岩波書店、2000年
- 『カント全集21　書簡I』福田喜一郎・北尾宏之・酒井潔・遠山義孝共訳、岩波書店、2003年